# Hüttenkäse

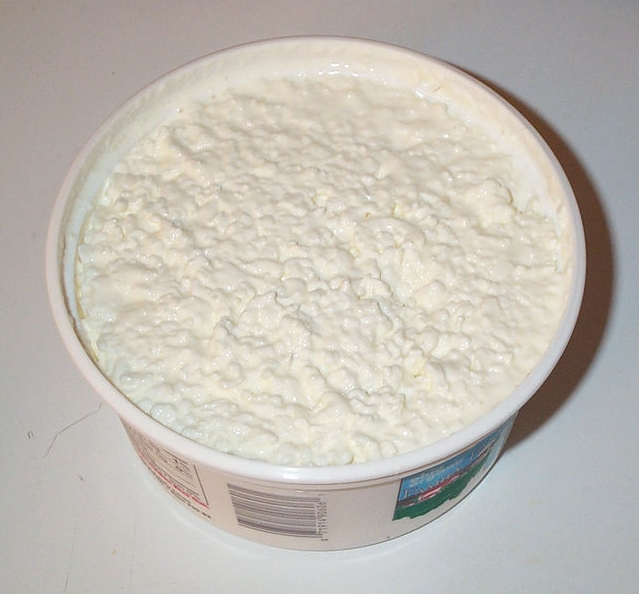
Hüttenkäse in een verpakking

Hüttenkäse, ook wel cottage cheese of huttenkaas genoemd, is een frisse kwarkachtige kaassoort met een korrelige structuur. De kaas wordt gemaakt van wrongel die men wel laat uitlekken, maar niet perst, zodat nog wat melkwei in de kaas achterblijft. Hij wordt niet gerijpt of gekleurd.
Hüttenkäse wordt puur gegeten of als broodbeleg. Het kan ook worden verwerkt in gerechten. De kaas is arm aan vetten en koolhydraten, maar rijk aan eiwitten, en is daardoor geliefd bij bodybuilders en bij mensen die willen afvallen.

## Naam
Hüttenkäse is een van oorsprong Duitstalige merknaam die is verworden tot soortnaam. De letterlijke vertaling is huttenkaas, en als generieke naam wordt hüttekäse ook wel huttenkaas of cottage cheese (Engels) genoemd. 

## Voedingswaarde
| Water           | 78,9 g |
| Eiwit           | 12,3 g |
| Vet             | 4,3 g  |
| Verzadigd vet   | 2,5 g  |
| Cholesterol     | 0,0 mg |
| Koolhydraten    | 2,5 g  |
| Waarvan suikers | 2,5 g  |
| Voedingsvezels  | 0,0 g  |